# Mahora
Mahora es un municipio español situado al sureste de la península ibérica, en la provincia de Albacete, dentro de la comunidad autónoma de Castilla-La Mancha. Se encuentra a 29 km de la capital provincial. Tiene una población de 1465 habitantes (INE 2024).

## Geografía

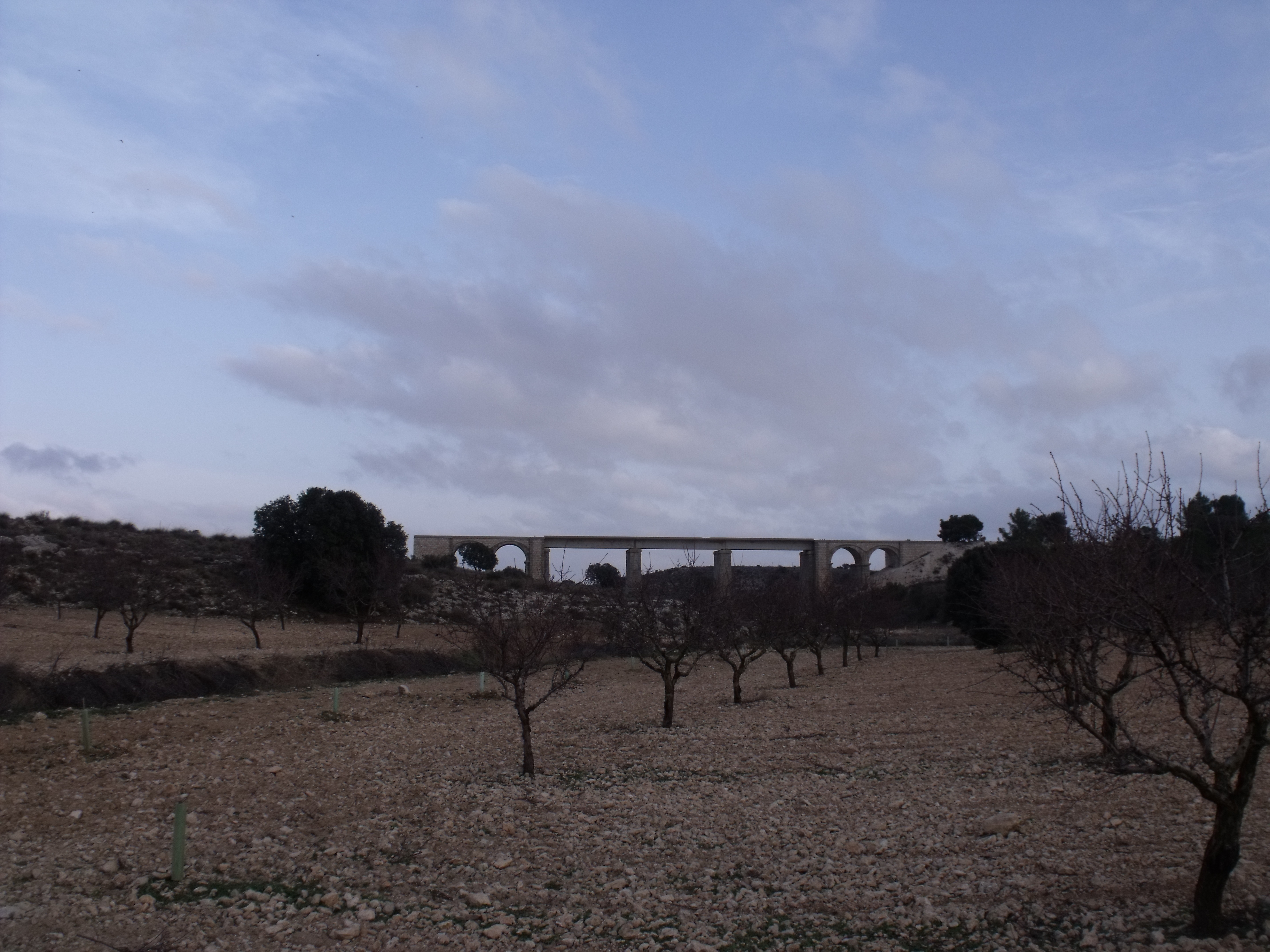
Vega del Valdemembra, con el inacabado puente del ferrocarril al fondo.

Integrado en la comarca de La Manchuela, se sitúa a 29 kilómetros de Albacete. 
El relieve del municipio es predominantemente llano. Baña el territorio el río Valdemembra en su curso final, antes de desembocar en el río Júcar, que hace de límite por el sur con Valdeganga. La altitud oscila entre los 703 metros en un cerro al sureste (cerro Calera) y los 600 metros a orillas del río Júcar. El pueblo se alza a 670 metros sobre el nivel del mar. 
| Noroeste: Madrigueras y Navas de Jorquera | Norte: Navas de Jorquera | Nordeste: Cenizate y Golosalvo  |
| Oeste: Madrigueras y Motilleja            |                          | Este: Golosalvo y Fuentealbilla |
| Suroeste: Albacete y Motilleja            | Sur: Valdeganga          | Sureste: Valdeganga             |

## Geografía humana

### Demografía
Cuenta con una población de 1465 habitantes (INE 2024).
| Gráfica de evolución demográfica de Mahora entre 1842 y 2021                                                          |
| |
| Población de derecho según los censos de población del INE. Población de hecho según los censos de población del INE. |

### Economía
La economía de Mahora está basada principalmente en la agricultura (cereales y la vid); 2500 Ha de viñas, que dan trabajo a numerosas bodegas, cuyo producto se comercializa bajo la  prestigiosa denominación de origen "La Manchuela".

### Carreteras
El término municipal está atravesado por la carretera nacional N-322, entre los pK 378 y 387, y por las carreteras autonómicas CM-316, que conecta con Madrigueras, y CM-3226, que se dirige hacia Navas de Jorquera, además de por carreteras locales que permiten la comunicación con Jorquera y Valdeganga.

## Patrimonio
- Ruinas del antiguo convento franciscano.

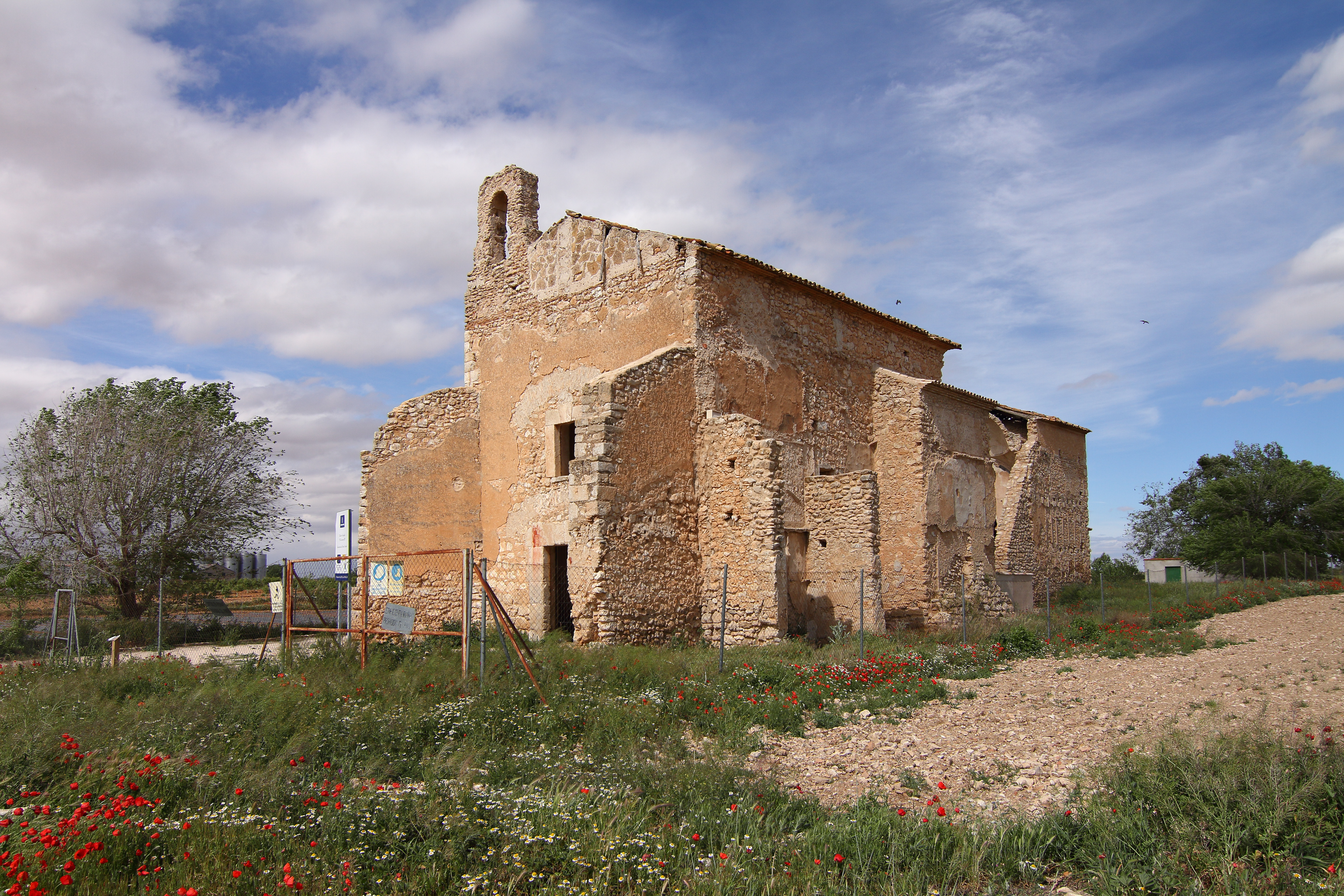
Ruinas del antiguo convento franciscano.

Iglesia de Nuestra Señora de la Asunción: declarada Bien de Interés Cultural el 22 de diciembre de 1992. Identificador del bien otorgado por el Ministerio de Cultura de España: RI-51-0007366.
También se encontrará en Mahora una villa que consta de 1700 de los condes correas

## Fiestas

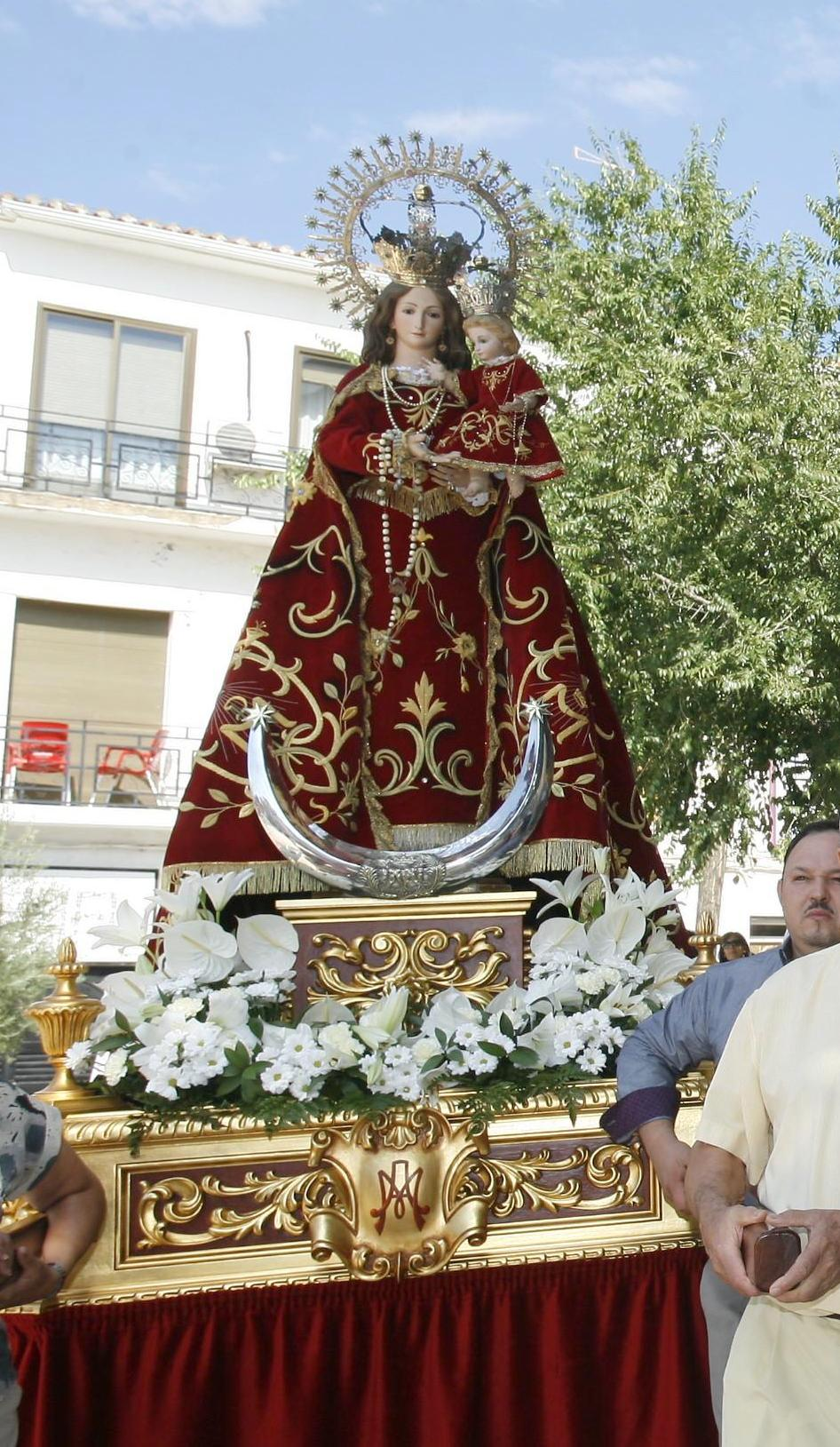
Virgen de Gracia.

Las fiestas patronales son en honor de San Roque y la Virgen de Gracia, comienzan el día 13 de agosto y finalizan el 17, celebrándose el día del patrón (San Roque) el 16 del mismo mes. Durante estos días el pueblo recibe la visita de cientos de personas de zonas de alrededor e incluso de fuera de la provincia, en su mayoría de Valencia o Alicante.
Otras fiestas importantes que celebra la localidad son:
- San Antón en enero, donde los vecinos del pueblo bendicen a sus animales para posteriormente celebrar una comida con matanza, normalmente ajo de mataero, producto típico de La Mancha.

- Jueves Lardero, celebrado el jueves anterior al Miércoles de Ceniza, donde se hace una comida en el campo.

- Carnaval, donde se celebra el tradicional desfile con carrozas.

- Semana Santa.

- San Isidro, celebrado el 15 de mayo. Es una de las fiestas más esperadas por los mahoreños a lo largo del año. Se celebra una comida campera con todos los vecinos, así como acampadas y verbena en el campo, con juegos típicos para todos los públicos.

- Antes de las fiestas patronales de agosto se celebra la llamada Semana Cultural, con multitud de actos de entretenimiento, actuaciones, espectáculos, humor, etc.

- Se hace una cabalgata en la que se tira racimos de uva y se pisa la uva en unos recipientes redondos. También los niños prueban la uva ganadora de la cosecha.